# Lista dos videoclipes mais longos
Este artigo traz uma lista com os Videoclipes Musicais Mais Longos já produzidos.

## Videoclipes Musicais Mais Longos da História
| #  | Artista(s)/Banda          | Título do videoclipe                        | Diretor           | Lançamento            | Duração (Videoclipe) | Duração da Canção                                   | Notas | Ref.  |
| -- | ------------------------- | ------------------------------------------- | ----------------- | --------------------- | -------------------- | --------------------------------------------------- | --- | ----- |
| 1  | twenty one pilots         | Level of Concern (Never-Ending Music Video) | Jason Zada        | 2020                  | 178 Dias             | 3:41                                                | |       |
| 2  | Pharrell Williams         | Happy                                       | Yoann Lemoine     | 2013                  | 24 Horas             | 3:53                                                | - Certificado pelo Guiness Book como "O Clipe Mais Longo" | [ 6 ] |
| 3  | Michael Jackson           | Michael Jackson's Ghosts                    | Stan Winston      | 24 de outubro de 1996 | 39:31 minutos        | - 2 Bad - 4:57 - Is It Scary - 5:36 - Ghosts - 5:14 | - Até 2014, era certificado pelo Guiness Book como "O Clipe Mais Longo" - Três músicas fazem parte desta produção, o que levanta alguma controvérsia sobre este ser um videoclipe ou um filme de média-metragem. |       |
| 4  | Michael Jackson           | Bad                                         | Martin Scorsese   | 1987                  | 18:28 minutos        | 4:07                                                | |       |
| 5  | MC Hammer                 | 2 Legit 2 Quit                              | Rupert Wainwright | 1991                  | 14:38 minutos        | 5:36                                                | |       |
| 6  | Lady Gaga                 | Marry the night                             | Lynn Kelly        | 2011                  | 13:51 minutos        | 4:25                                                | |       |
| 7  | Michael Jackson           | Thriller                                    | John Landis       | 1983                  | 13:42 minutos        | 5:12                                                | |       |
| 8  | Michael Jackson           | You Rock My World                           | Paul Hunter       | 2001                  | 13:30 minutos        | 5:38                                                | |       |
| 9  | Green Day                 | Jesus of Suburbia                           | Samuel Bayer      | 2005                  | 11:48 minutos        | 9:08                                                | |       |
| 10 | Lady Gaga                 | G.U.Y.                                      | Lady Gaga         | 2014                  | 11:47 minutos        | 3:52                                                | |       |
| 11 | Michael Jackson           | Smooth Criminal                             | Colin Chilvers    | 1987                  | 10:36 minutos        | 4:17                                                | |       |
| 12 | Aphex Twin                | Windowlicker                                | Chris Cunningham  | 1999                  | 10:34 minutos        | 6:07                                                | |       |
| 13 | Michael Jackson           | Speed Demon                                 | Will Vinton       | 1988                  | 10:31 minutos        | 4:01                                                | |       |
| 14 | Black Eyed Peas           | Imma Be Rocking That Body                   | Rich Lee          | 2010                  | 10:21 minutos        | 08:15                                               | |       |
| 15 | Guns N' Roses             | Estranged                                   | Andy Morahan      | 1993                  | 9:52 minutos         | 9:23                                                | Canção mais longa presente nesta lista |       |
| 16 | Puff Daddy                | Been Around the World                       | Paul Hunter       | 1997                  | 9:37 minutos         | 4:36                                                | |       |
| 17 | Lady Gaga (feat. Beyoncé) | Telephone                                   | Jonas Åkerlund    | 2010                  | 9:33 minutos         | 3:41                                                | |       |
| 18 | Guns N' Roses             | November Rain                               | Andy Morahan      | 1992                  | 9:08 minutos         | 8:57                                                | |       |

## Ver Também
- Lista dos videoclipes mais caros